# Rummikub

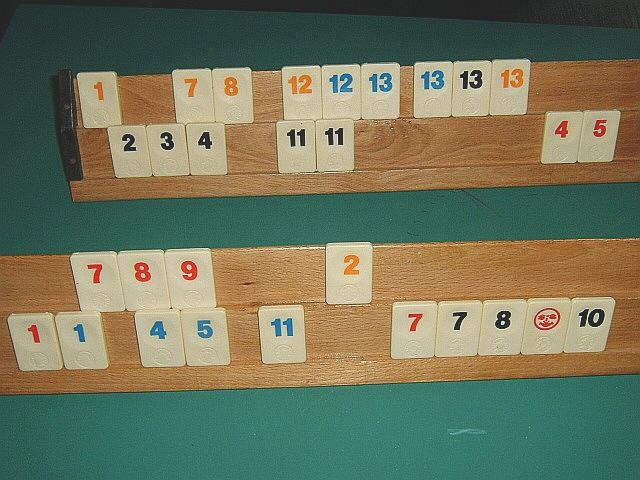
Stojaki dwóch graczy z kośćmi

Rummikub – gra od 2 do 4 czterech graczy, autorstwa Ephraima Hertzano wydana po raz pierwszy w Izraelu w 1950 roku. Gra jest przeznaczona dla osób w wieku powyżej 7. roku życia. Dystrybutorem gry w Polsce jest TM Toys. W 1980 roku gra uzyskała tytuł Spiel des Jahres (gry roku).
W grze używa się 104 kości z liczbami, w czterech kolorach o wartościach od 1 do 13 oraz dwóch kości z symbolami jokerów. Do rozgrywki gracze używają specjalnych stojaków (tabliczek), które pozwalają rozłożyć wylosowane kostki.
Motto gry: Rummikub to wspaniała gra towarzyska. Prosta, wciągająca, inna w każdej kolejnej rozgrywce. Jest doskonałą grą dla całej rodziny.

## Wersje

### Standard
2-4 osoby z 2 jokerami i 104 kośćmi w 4 kolorach, czyli 2 zestawy kolorów: czerwony, czarny, pomarańczowy i niebieski

### Standard rozszerzony XP
2-6 osoby z 4 Jokerami i 156 kośćmi w 4 kolorach, czyli 3 zestawy kolorów: czerwony, czarny, pomarańczowy i niebieski

### Rummikub: Start Right
Wersja dla dzieci klasycznej gry Rummikub, 40 kostek z cyframi 1-10 w czterech różnych kolorach z 2 jokerami, 2 duże kostki „Król Rummikub”, woreczek do przechowywania kostek, instrukcja. Przeznaczona dla dzieci w wieku od 3 do 7 lat.
Gra posiada trzy warianty:
- rozpoznawanie liczb, kolorów i kształtów, poprzez układanie w pary kostek do gry,
- używanie jokera, aby zastąpić kostkę będącą w grze,
- budowanie serii z co najmniej trzech kostek.

### Twist
2-4 osoby z 8 specjalnymi jokerami i 104 kośćmi.
Wersja Twist oferuje nowoczesne i świeże spojrzenie na Rummikub. Rozgrywka jest szybsza, bardziej dynamiczne i strategiczna. Zastosowanie specjalnych Jokerów odkryło nowe możliwości manipulacji przed graczem.
W grze wykorzystuje się 8 jokerów:
- 2x „podwójny joker”
- 2x „lustrzany joker”
- 2x „joker zmiany koloru”
- 2x „standardowy joker”

### Expert (wersja opracowana przez Sławomira Wiechowskiego)
(2-4 osoby) z 8 specjalnymi Jokerami i 104 kośćmi
Wersji Expert to najbardziej wymagający wariant gry. Rozgrywka jest bardziej strategiczna. W tym wariancie należy użyć wszystkich 8 jokerów w kolorach czarnym, żółtym, czerwony oraz niebieskim. Liczą się tylko kolory jokerów, a nie to jaki jest ich wygląd. Zasady gry Expert są takie same jak w wersji Standard z jednym wyjątkiem. W trakcie rozgrywki znaczenie ma kolor jokera. Można go dokładać tylko do odpowiednich serii i grup.

### Słowny (wersja z literami)
Wersja z 112 kostkami (110 kostek z literami + 2 jokery). Rozgrywka polega na tworzeniu możliwie najdłuższych wyrazów. Punkty są przyznawane zgodnie z długością wyrazu. Wykładając w jednym ruchu wszystkie kostki, zdobywamy podwójną liczbę punktów.

## Wydania
Poza różnymi wersjami gry są też różne wydania gry Standard. Są to:
- Standard, Classic – podstawowe wydania gry
- NGT, Mundo - wydania podróżne
- Novo – podstawowe wydanie, lecz z zaokrąglonymi koścmi pozwalającymi je lepiej układać
- 3w1 – w tym wydaniu jest także wersja Twist oraz Expert, ma ono zaokrąglone kości
- Anniversary Edition – wydanie rocznicowe
- Gdańsk, Taipei, Busan, London - wydania City Edition, z dodatkowymi jokerami stylizowanymi na podstawie miast

## Nagrody
- USA – najlepiej sprzedająca się gra 1977 roku
- Niemcy – gra roku 1980
- Holandia – gra roku 1983
- Hiszpania – gra roku 1990
- Polska – gra roku 1993

## Rozgrywka

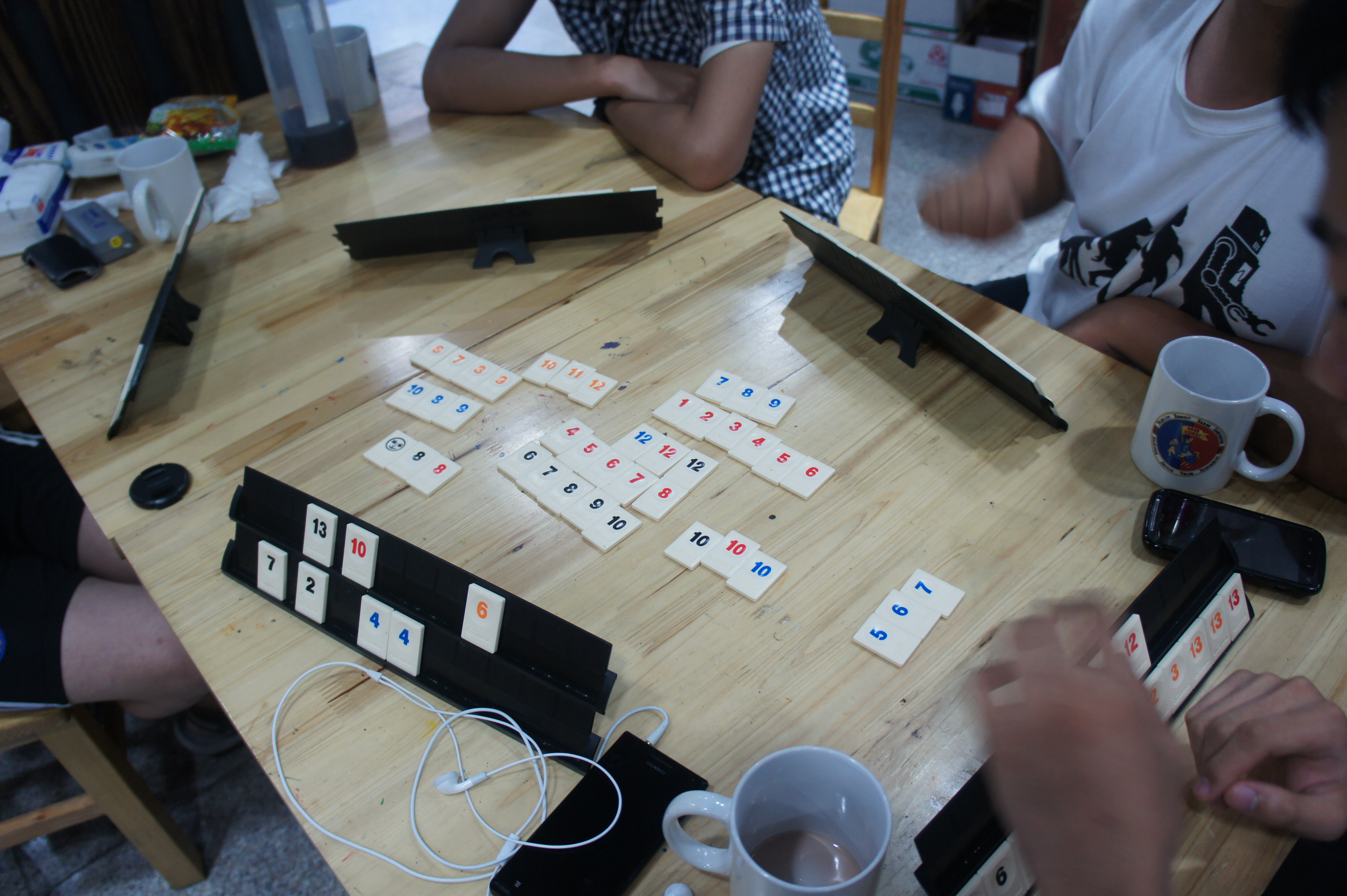
Przykładowa rozgrywka

### Przygotowanie do gry
Wszystkie klocki stawia się wartościami do dołu i miesza. Ten stos nazywany jest bankiem. Każdy gracz otrzymuje stojak, na którym umieszcza swoje kamienie. Każdy z graczy losuje jeden kamień z banku. Osoba z największą wartością rozpoczyna rozgrywkę, następne są kolejne osoby, w kierunku ruchu wskazówek zegara. Kości wracają do banku, miesza się je ponownie. Następnie losuje się po czternaście kamieni.

### Układy kości
Gra polega na wykładaniu serii, bądź grup.
Seria to przynajmniej trzy kolejne kości w jednym kolorze.
Grupa to trzy lub cztery kości z tą samą liczbą (w różnych barwach).

### Kości
Kości do gry mają wartości od 1 do 13 i wyróżnia się cztery kolory: żółty, czarny, czerwony i niebieski. Występują również dwa jokery: czerwony i czarny. Kolor jokera nie wpływa na rozgrywkę. Każda kość występuje dwukrotnie.
Jeżeli nie dysponujemy kośćmi do gry, to można również grać dwoma zestawami kart po 52 karty plus 2 jokery. Jedynkę zastępuje as, jedenastkę zastępuje walet, dwunastkę dama a trzynastkę król. Jeżeli nie dysponujemy dużym stołem łatwiej będzie grać mniejszymi kartami używanymi często do pasjansa. Własne karty należy trzymać w ręku (zamiast stojaka na kości).

### Otwarcie
Każdy z graczy musi wykonać otwarcie, czyli wyłożenie grup i/lub serii, których suma wartości jest równa lub większa liczbie 30.

### Manipulacja
Począwszy od następnej kolejki po wyłożeniu otwarcia, gracz może dokładać kostki ze swojej tabliczki do leżących na stole układów (serii lub grup),, a także wykonywać manipulacje, czyli przebudowywać układy leżące na stole. Musi jednak wyłożyć w każdym ruchu co najmniej jedną kostkę ze swojej tabliczki. Jeżeli nie może wyłożyć kostki z tabliczki lub nie chce tego robić bierze z banku jedną kostkę.

### Joker
W tej wersji standardowej używane są dwa jokery w kolorze czerwonym. Jeżeli gracz ma na tabliczce jokera, może zastąpić nim każdą kostkę, brakującą do utworzenia serii lub grupy. Joker ma taką samą wartość, jak kostka, którą zastępuje. Jeżeli na stole leży układ z jokerem, a gracz ma na swojej tabliczce kostkę, którą joker zastępuje, może go zabrać, a na to miejsce położyć swoją kostkę. Joker, który został zastąpiony, musi być wykorzystany w tej samej kolejce jako część nowego zestawu. Nie może pozostawić go na swojej tabliczce.
Jeżeli na stole leży grupa złożona z dwóch kostek i jokera, można zastąpić go kostką jednego z dwóch brakujących kolorów. Można zastąpić jokera kostką wziętą ze stołu. Można rozdzielać grupy albo serie zawierające jokera. Jeżeli gracz zdobywa jokera przez rozdzielenie leżącego na stole układu albo przez zamienienie go kostką wziętą ze stołu, musi w tym ruchu użyć co najmniej jednej kostki ze swojej tabliczki.
Gracz nie może zastąpić Jokera leżącego na stole zanim nie dokona swojego pierwszego wyłożenia.

### Czas
Limit czasu na wykonanie ruchu obowiązuje w grach turniejowych. W grze towarzyskiej może być stosowany, ale nie musi. Limit czasowy dla każdego z graczy to 1 minuta na każdy ruch. W turniejach 40 sekund. Gracze, którzy przekroczą limit czasowy muszą ciągnąć kostkę z banku, kończąc w ten sposób swój ruch. Gracze, którzy nie mogą ukończyć ruchu w przeciągu 1 minuty, muszą odłożyć kostki ułożone na stole w ich pierwotne miejsca, zabrać kostki, którymi grali oraz pociągnąć jedną kostki z banku. Ta czynność kończy kolejkę. Gracze mogą odmierzać czas za pomocą mobilnych aplikacji na Smartfony.

### Koniec gry
Koniec gry następuje w momencie, w którym któryś z graczy oczyści swoją tabliczkę z kości lub kiedy w banku zabraknie kości.
Pojedyncza gra kończy się, gdy jeden z graczy wyłoży na stół wszystkie kostki ze swojej tabliczki. Zostaje on zwycięzcą. Inni gracze liczą punkty na kostkach, które pozostały im na tabliczkach i zapisują je ze znakiem minus. Zwycięzca zapisuje ze znakiem plus sumę punktów pozostałych graczy.
- Jeżeli w chwili zakończenia gry gracz ma na tabliczce Jokera, zapisuje się za niego minus 50 punktów.
- Jeżeli gracz nie wykona pierwszego wyłożenia do chwili, gdy inny z graczy skończy grę, zapisuje mu się minus 100 punktów, o ile nie miał 30 punktów niezbędnych do pierwszego wyłożenia.
- Jeżeli jednak okaże się, że miał możliwość pierwszego wyłożenia, a tego nie zrobił, zapisuje mu się minus 200 punktów. (Gracz może uniknąć tej kary, jeśli kostkę potrzebną do otwarcia wziął w ostatniej rundzie i zapowiedział, że w następnym ruchu będzie wykładał otwarcie.)
- W nielicznych przypadkach gra kończy się również jeżeli w banku zabraknie kostek, zanim ktokolwiek zakończy grę. Grę kontynuujemy do momentu spasowania przez wszystkich graczy. Zwycięzcą zostaje gracz, z najniższą ilością punktów na tabliczce. Pozostali gracze zapisują ze znakiem minus wartość posiadanych kostek. Zwycięzca sumuje punkty pokonanych graczy i odejmując wartość ujemną ze swoich kostek. Przykład: Suma kostek: pierwszego gracza -1, drugiego -5, trzeciego -10, czwartego -15. Wyniki zwycięzcy (15+10+5)-1=29.

### Liczenie punktów
Gracz, który wygrał, otrzymuje liczbę punktów równą sumie punktów na kościach przeciwników (joker liczony jest jako 50 punktów). Jeśli zabrakło kości w banku, to od tej sumy odejmuje punkty ze swoich kości. Przegrany otrzymuje punkty ujemne, równe sumie punktów na swojej tabliczce. Gdy zabrakło kości w banku, to dodatkowo dodaje się punkty zwycięzcy.

## Mistrzostwa
W Polsce i na całym świecie odbywają się Mistrzostwa w Rummikub. Co roku miłośnicy tej gry mogą spróbować swoich sił, a zwycięzcy Mistrzostw Polski spotykają się na Mistrzostwach Świata.
| Mistrzostwa Polski | Mistrzostwa Polski | Mistrzostwa Polski    | Mistrzostwa Polski |
| Rok                | Miasto             | Miejsce               | Przypis            |
| ------------------ | ------------------ | --------------------- | ------------------ |
| 2012               | Warszawa           | Hotel Marriott        |                    |
| 2015               | Warszawa           | Stadion Narodowy      |                    |
| 2018               | Warszawa           | Pałac Kultury i Nauki |                    |
| 2019               | Warszawa           | Stadion Narodowy      |                    |
| 2020               | Online             | Grupa Fani Rummikub   | [ 2 ]              |
| 2021               | Warszawa           | Galeria Młociny       | [ 3 ]              |
| 2022               | Warszawa           | Galeria Młociny       | [ 4 ]              |
| 2023               | Warszawa           | Galeria Młociny       | [ 5 ]              |
| 2024               | Katowice           | Spodek                | [ 6 ]              |

### Mistrzostwa Polski Szkół
Mistrzostwa odbywają się od 2012 roku w Sztumie (województwo pomorskie). Co roku na przełomie września i października w konkursie uczestniczy 50 szkół z całej Polski. Od roku 2022 w Czeladzi (województwo śląskie) odbywają się Śląskie Mistrzostwa Szkół. W roku 2024 zostały zapowiedziane Dolnośląskie Mistrzostwa Szkół w Żórawinie (województwo dolnośląskie).

### Mistrzostwa Świata
- 2015 – Berlin (Niemcy)
- 2018 – Jerozolima (Izrael) – Polska zajęła 4 miejsca na 32 drużyny.
- 2024 – Gdańsk (Polska)[10]